# Golil
Golil (en persan : گليل romanisé en Golīl) est un village de la province de Kermanshah en Iran. Lors du recensement de 2006, sa population était de 210 habitants répartis dans 48 familles.